# Harmonium (Band)
Die Band Harmonium ist eine aus dem kanadischen Québec stammende Folkrock-Band, die von 1972 bis 1978 bestand, sich 1980 wieder vereinte und bis heute besteht.

## Diskografie

### Alben
- 1974: Harmonium (CA: ×2Doppelplatin )[1]
- 1975: Si on avait besoin d’une cinquième saison (CA: Platin)
- 1976: L’Heptade (CA: ×4Vierfachplatin )
- 1980: Harmonium en tournée

### Singles
- 1974: Pour un instant / 100 000 Raisons
- 1975: Dixie / En pleine face

## Filmografie (Auswahl)
- 1980: Harmonium en Californie (NFB)